# Kristel Werckx
Kristel Werckx (ur. 16 grudnia 1969 w Heusden) – belgijska kolarka torowa i szosowa, dwukrotna medalistka torowych mistrzostw świata.

## Kariera
Pierwszy sukces w karierze Kristel Werckx osiągnęła w 1985 roku, kiedy zdobyła brązowy medal szosowych mistrzostw kraju w kategorii nowicjuszy. W 1988 roku wygrała wyścig Paryż – Bourges oraz zajęła 23. miejsce w szosowym wyścigu ze startu wspólnego podczas igrzysk olimpijskich w Seulu. Na mistrzostwach świata w Maebashi w 1990 roku zajęła trzecie miejsce w indywidualnym wyścigu na dochodzenie, ulegając jedynie Karen Holliday z Nowej Zelandii i Swietłanie Samochwałowej z ZSRR. W tym samym roku wygrała w holenderskim wyścigu Parel van de Veluwe, a rok później była najlepsza w wyścigu Hel van het Mergelland. Swój największy sukces osiągnęła na mistrzostwach świata w Stuttgarcie w 1991 roku, zajmując drugie miejsce w indywidualnym wyścigu na dochodzenie – przegrała tylko z Holenderką Ingrid Haringą. Ponadto 1992 roku brała udział w igrzyskach olimpijskich w Barcelonie, gdzie była dziewiąta w tej samej konkurencji, a rywalizację w szosowym wyścigu ze startu wspólnego ukończyła na piętnastej pozycji.
Jej mężem jest były kolarz belgijski Cédric Mathy.